# Henriette-Félicité Tassaert
Henriette-Félicité Tassaert (1766-1818) est une peintre française installée en Allemagne.

## Biographie
Henriette-Félicité Tassaert est née en 1766 à Paris dans une famille d'artistes : ses parents sont le sculpteur Jean-Pierre-Antoine Tassaert et la miniaturiste Marie-Edmée Moreau. Ce sont ses premiers professeurs.
La famille s'installe à Berlin lorsqu'en 1775 le père devient premier graveur de Frédéric II.
Alors que sa famille avait prévu qu'elle épouse l'élève de son père Johann Gottfried Schadow, elle épousera en 1792, après la mort de ses parents, l'avocat français Louis Robert.
Le couple a trois enfants :
- Auguste Robert (1794-1867), futur notaire et juge ;
- Marie Félicité Robert (1799-1854), pastelliste amateur ;
- Paul Robert (1800-1866), attaché à la Chancellerie.

Henriette-Félicité Tassaert meurt à Berlin le 8 juin 1818, à l'âge de 52 ans.
Son frère Jean Joseph François Tassaert et ses fils Octave Tassaert et Paul Tassaert sont peintres et graveurs ; sa sœur Antoinette Tassaert est peintre miniaturiste.

## Carrière artistique
Henriette-Félicité Tassaert suit les cours de l'Académie prussienne des arts à Berlin, auprès de Johann Christoph Frisch, Anton Graff et Daniel Chodowiecki.
Elle est autorisée à suivre son père dans son séjour en Saxe à la condition de réaliser des copies des œuvres du château royal de Dresde. Elle séjourne dans la pension des demoiselles Dinglinger, artistes peintres.
En 1787, elle est nommée membre honoraire de l'Académie de Berlin.
Son père meurt en 1788 ; elle reçoit alors une pension de 200 thalers afin de lui permettre de poursuivre ses études tout en subvenant aux besoins de sa famille.

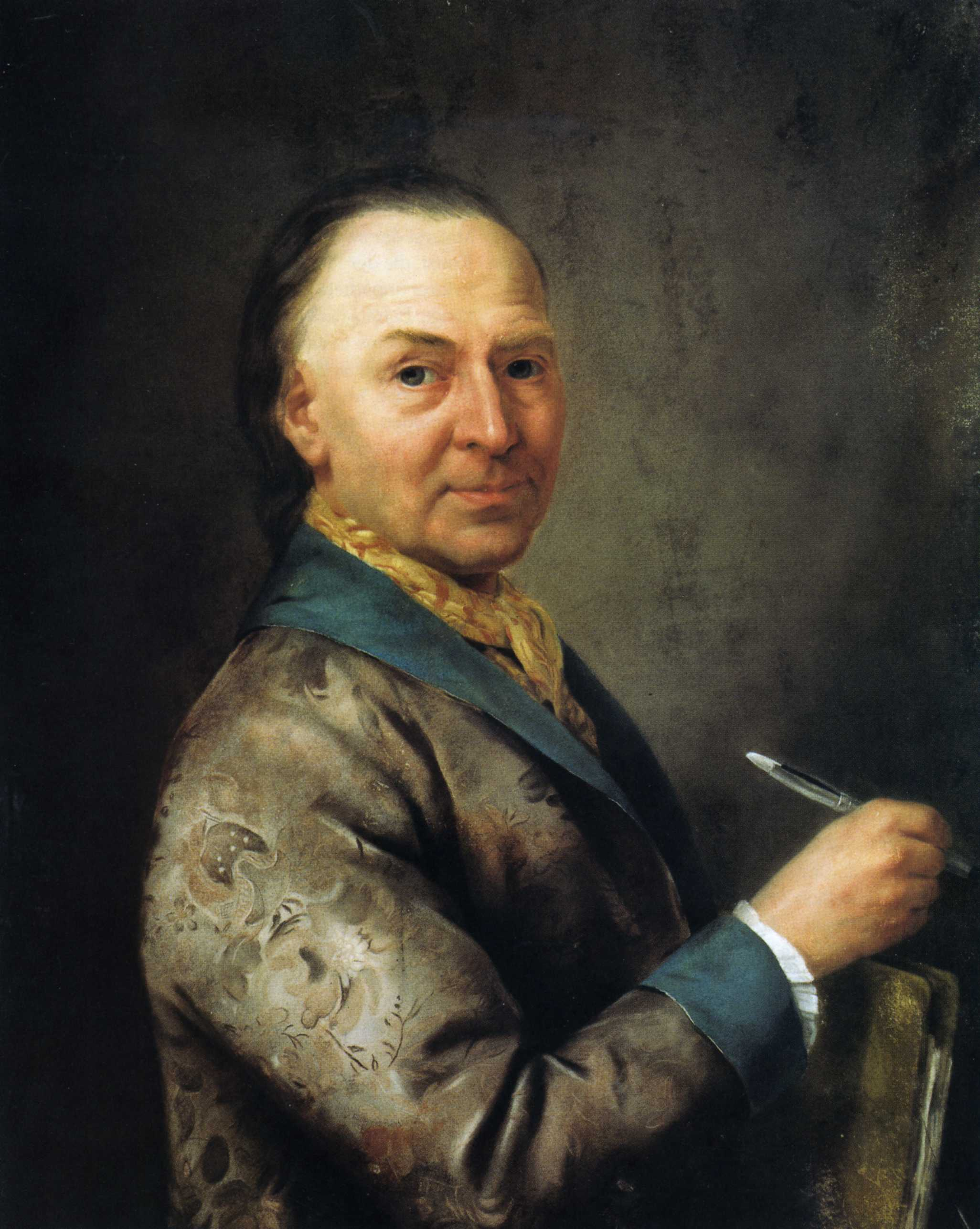
Portrait de Christian Bernhardt, 1787, huile.
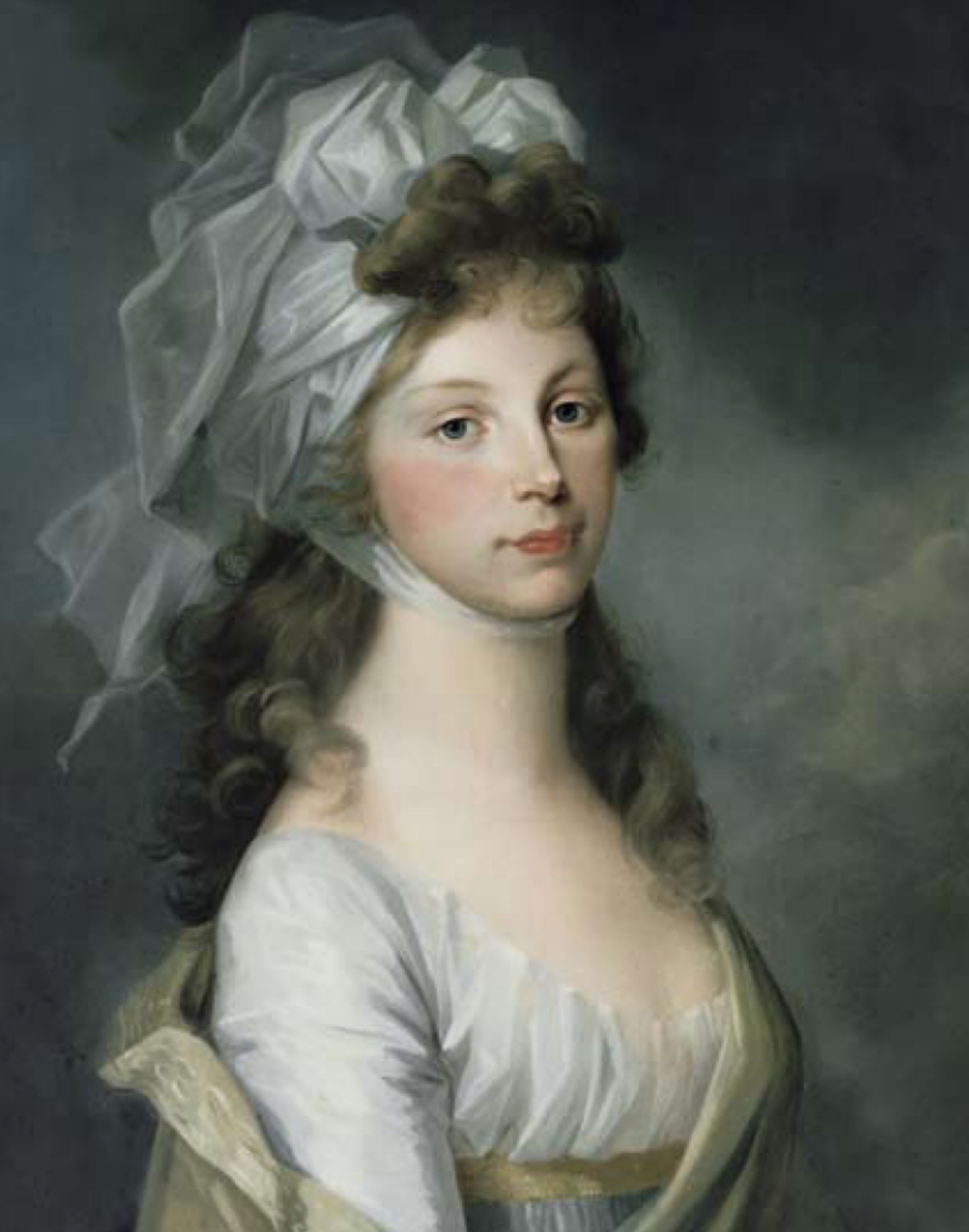
Portrait de la reine Louise de Prusse (1776-1810), 1797, huile.
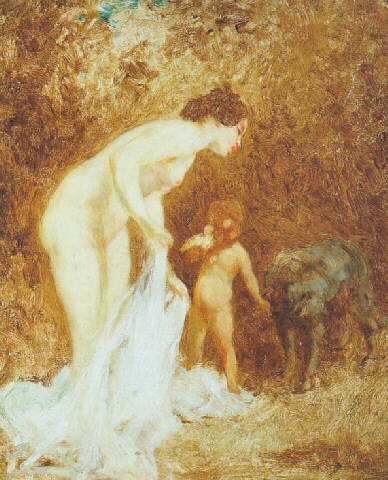
Galatée et le fils de Polyphème.

La production artistique de Tassaert comprend un grand nombre de copies d'œuvres contemporaines et de nombreux portraits. Parmi les modèles principaux : les rois de Prusse Frédéric II, Frédéric-Guillaume II, Frédéric-Guillaume III et des personnalités politiques.
Elle soumet en tout 127 œuvres aux différents salons de Berlin, recevant quelques prix.
Les œuvres, données après sa mort, ont pour l'essentiel aujourd'hui disparu.